# Michael Burkat
Michael Burkat (* 1961) ist ein deutscher Techno-Produzent, DJ und Labelbetreiber. Er veröffentlichte bis 2003 auch unter den drei weiteren Pseudonymen DJ Monotone, Unknown Human und Vito verschiedene Vinyls.
Im Jahre 1999 übernahm er das von Chris Liebing gegründete Techno-Label Fine Audio Recordings und war für die Under Cover Music Group als Artist- und Repertoire Manager bis Ende 2002 für das Label verantwortlich.
Nach seinem Weggang von UCMG im Dezember 2002 gründete er mit den Labels Temper, Goodfellas, Northwest Dynamics und Bound gleich seine eigene Plattenfirma, 2 Jahre später folgte der eigene Vertrieb STILL MUSIC.